# Торнгат
Тонгат (на английски: Torngat Mountains, на френски: Monts Torngat) е планински масив в североизточната част на полуостров Лабрадор, в Канада, в провинциите Квебек и Нюфаундленд и Лабрадор, най-високата част на Лорънсийските възвишения. Простират на около 250 km от северозапад на югоизток покрай брега на море Лабрадор, ширината им е до 80 km. Най-високата точка е връх Маунт Каубвик (1652 m). Масивът е изграден от древни кристалинни скали и е дълбоко разчленен от трогови долини. Растителността е представена от арктическа и типична тундра.